# 武漢網球公開賽

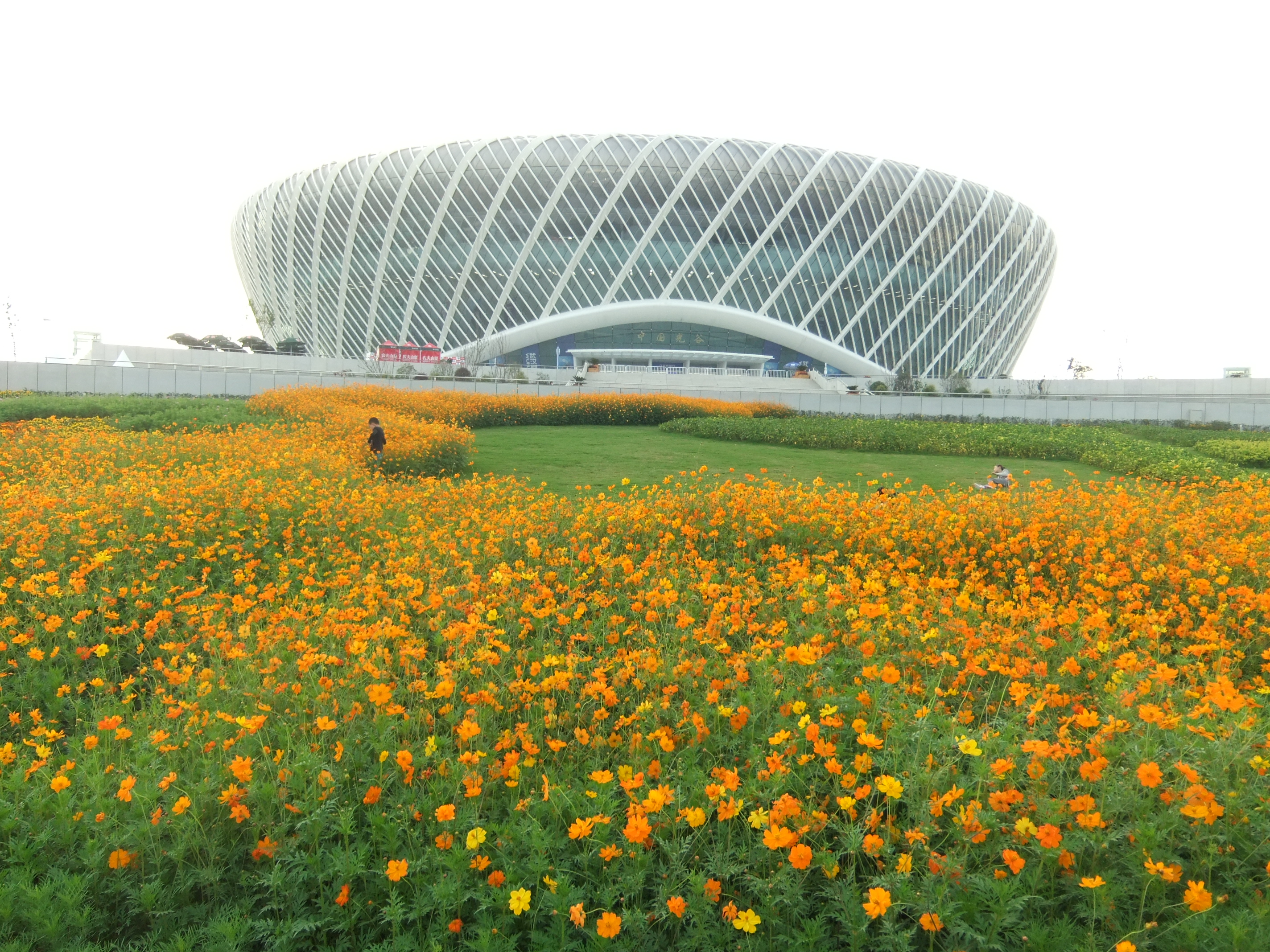
光谷網球中心為賽事主場館

武漢網球公開賽（Wuhan Open），簡稱武网，由于赞助商的缘故，曾称为东风汽车武汉网球公开赛（Dongfeng Motor Wuhan Open），2024年起称为东风岚图武汉网球公开赛（Dongfeng Voyah Wuhan Open），是女子網球聯合會於2014年賽季新增的一站網球賽事，與卡塔爾公開賽、羅馬公開賽、羅傑斯盃和辛辛那提公開賽一樣，屬於WTA超五賽級別。原先亞太區唯一一站超五賽是於日本東京舉行的泛太平洋公開賽。2014年開始該站賽事降級為頂級賽，原超五賽的身份則被武漢公開賽所替代。從2014年開始到2028年，該站賽事將在每年的9月份舉行。
2022-2023年，WTA宣布武汉网球公开赛临时迁移到了墨西哥瓜达拉哈拉，2024赛季武汉公开赛重新回归。

## 概要
在武漢公開賽落成之前，包括職業網球聯合會和女子網球聯合會在內，中國已經有深圳公開賽、廣州網球公開賽、中國網球公開賽以及上海大師賽等不同級別的賽事，賽事等級涵蓋ATP 1000大師賽、ATP 500賽、ATP 250賽；WTA 皇冠賽、WTA 國際賽以及其他ITF挑戰賽。武漢公開賽成立之後，在中國舉辦的賽事將涵蓋ATP與WTA全部等級的賽事。
此前WTA決定將該站超五賽設在武漢，是因為武漢是中國網球名將李娜的家鄉，作為兩屆大滿貫冠軍得主，李娜成為了宣傳與推廣武漢公開賽的最佳代言人，而李娜自己也表示全力支持家鄉舉辦網球賽事。

## 積分與獎金
與其他超五賽一樣，武漢公開賽作為超五賽級別賽事，比賽將設單打56籤，但雙打只設16籤，冠軍將獲得900個積分。

### 積分
指引：
| W | F | SF | QF | #R | RR | LQ (Q#) | A | P | Z# | PO | SF-B | F-S | G | NMS | NH | NQ |

W：冠軍；F：亞軍；SF：四強；QF：八強；#R：前四輪；RR：小組賽；LQ：止步資格賽；A：缺席；P：比赛延期；Z#：戴维斯杯/联合会杯组别赛（#表示级别）；PO：參與戴維斯盃/联合会杯附加赛；SF-B：奧運會銅牌；F-S：奧運會銀牌；G：奧運會金牌；NMS：非ATP1000大師賽系列；NH：該賽事本年度未舉行；NQ：未入圍。
| 賽事 | W   | F   | SF  | QF  | 3R  | 3R | 1R     | Q      | Q2     | Q1     |
| 單打 | 900 | 585 | 350 | 190 | 105 | 60 | 1      | 30     | 20     | 1      |
| 雙打 | 900 | 585 | 350 | 190 | 105 | 1  | 不適用 | 不適用 | 不適用 | 不適用 |

### 獎金
比賽總獎金超過240萬美元。具體獎金分佈以賽事委員會公佈為準。

## 賽事場館
比賽將在光谷國際網球中心舉行，該場館位於武漢東湖新技術開發區。網球中心包含一座能容納15,000個席位的主場館，一座5,000個席位的副管和6個室外標準硬地比賽場和訓練場。目前該場館未能確定是否全部落成。

## 结果

### 单打
| 年份                 | 冠军                | 亚军                | 比分                    |
| -------------------- | ------------------- | ------------------- | ----------------------- |
| 2014                 | 佩特拉·克維托娃     | 尤金妮·布沙尔       | 6–3, 6–4                |
| 2015                 | 维纳斯·威廉姆斯     | 加比涅·穆古鲁萨     | 6–3, 3–0, 退赛          |
| 2016                 | 佩特拉·克維托娃 (2) | 多米尼卡·齐布尔科娃 | 6–1, 6–1                |
| 2017                 | 卡羅琳·加西婭       | 阿什莉·巴蒂         | 6–7(3–7), 7–6(7–4), 6–2 |
| 2018                 | 阿丽娜·萨巴伦卡     | 阿內特·康塔薇特     | 6–3, 6–3                |
| 2019                 | 阿丽娜·萨巴伦卡 (2) | 艾莉森·芮絲克       | 6–3, 3–6, 6–1           |
| 移至墨西哥瓜达拉哈拉 |                     |                     |                         |
| 2024                 | 阿里娜·薩巴倫卡 (3) | 鄭欽文              | 6–3, 5–7, 6–3           |

### 双打
| 年份                 | 冠军                              | 亚军                                   | 比分                  |
| -------------------- | --------------------------------- | -------------------------------------- | --------------------- |
| 2014                 | 玛蒂娜·辛吉斯 弗拉维娅·佩内塔     | 卡拉·布莱克 卡罗琳·加西娅              | 6–4, 5–7, [12–10]     |
| 2015                 | 玛蒂娜·辛吉斯 (2) 萨尼娅·米尔扎   | 伊琳娜-卡梅利亚·贝古 莫妮卡·尼古列斯库 | 6–2, 6–3              |
| 2016                 | 比丹妮·玛蒂克-桑兹 露丝·萨法洛娃  | 萨尼娅·米尔扎 巴博拉·斯特里科娃        | 6–1, 6–4              |
| 2017                 | 詹詠然 玛蒂娜·辛吉斯 (3)          | 青山修子 楊釗煊                        | 7–6(7–5), 3–6, [10–4] |
| 2018                 | 愛麗絲·梅滕斯 黛米·舒尔斯         | 安卓莉雅·哈拉瓦科娃 巴博拉·斯特里科娃  | 6–3, 6–3              |
| 2019                 | 段莹莹 维罗妮卡·库德梅托娃        | 愛麗絲·梅滕斯 阿丽娜·萨巴伦卡          | 7–6(7–3), 6–2         |
| 移至墨西哥瓜达拉哈拉 |                                   |                                        |                       |
| 2024                 | 安娜·達妮莉娜 · 伊琳娜·赫羅馬切娃 | 阿西婭·穆罕默德 潔西卡·皮古拉          | 6–3, 7–6(8–6)         |

## 資料來源
1. ↑  .   [2014-04-06]. （原始内容存档于2015-03-19）.
2. ↑  WTA公布2014新赛程 中国将有五项巡回赛。 （页面存档备份，存于）網球網 2013年7月18日
3. ↑  武汉网球公开赛定明年第39周 李娜表态全力支持家乡。 （页面存档备份，存于）新浪體育 2013年8月18日
4. ↑  賽事場館簡介。 （页面存档备份，存于）武漢公開賽官方網站
5. ↑  .   [5 April 2016]. （原始内容存档于2017-09-10）.
6. ↑  . WTA. 3 October 2015  [3 October 2015]. （原始内容存档于2016-01-01）.
7. ↑  .   [1 October 2016]. （原始内容存档于2016-10-03）.
8. ↑  .   [5 April 2016]. （原始内容存档于2016-04-26）.
9. ↑  . WTA. 3 October 2015  [3 October 2015]. （原始内容存档于2016-08-12）.
10. ↑  . WTA. 1 October 2016  [1 October 2016]. （原始内容存档于2016-10-04）.

## 外部連結
- 武漢公開賽官方網站 （页面存档备份，存于）
- WTA 官方網站武漢公開賽專頁 （页面存档备份，存于）